# 拉尼婭王后
拉尼娅·阿卜杜拉（阿拉伯语： Rānyā al-‘abdu l-Lāh，英語： Rania Al Abdullah，1970年8月31日—），是出生于科威特的約旦王后。她是约旦第四任国王阿卜杜拉二世之妻。婚前名為「拉尼娅·亚辛」（Rania Yasin）的她出生于一个巴勒斯坦裔的约旦家庭。
成為王后以後，她成為國際上知名的教育、青年人、跨文化交流及女性權益的支持者。王后亦在社交媒體上十分活躍，並經常在她Facebook、YouTube、Twitter及Instagram的官方帳戶上發佈訊息及照片。

## 早年生活
拉尼娅出生在科威特，父母均为巴勒斯坦人，在1948年時因以色列立國成為难民。父親費素·亞辛是一名來自图勒凯尔姆的兒科醫生，母親則是一名祖籍納布盧斯的家庭主婦。另外，她有一名姊姊和一名胞弟。她在科威特的英语新学校接受小学教育，中学则就读于科威特的美国学校（A.S.K），并在开罗美国大学获得工商管理学位。1990年，拉尼娅一家因海湾战争的爆發決定由科威特搬到約旦居住。大学毕业后，她在约旦的花旗银行及苹果公司從事信息技术方面的工作。

## 皇室職務
拉尼娅在1993年嫁給阿卜杜拉王子的時候從未想過自己會在幾年後成為王后；因為阿卜杜拉當時不是王儲，但病危的侯賽因一世改變主意，指定阿卜杜拉王子作為他的繼承人。於是在1999年侯賽因國王逝世后，阿卜杜拉二世继位，當時拉尼娅·阿卜杜拉王妃亦成为約旦的王后（同时侯赛因的王后努尔依然保持着王后的称号）。除尽责作为王后代表她的国家的义务外她还关心妇女和儿童的社会、社群和健康问题，尤其是男女平等和教育的问题。在国际上她为不少組織包括SOS儿童村工作。

### 對內

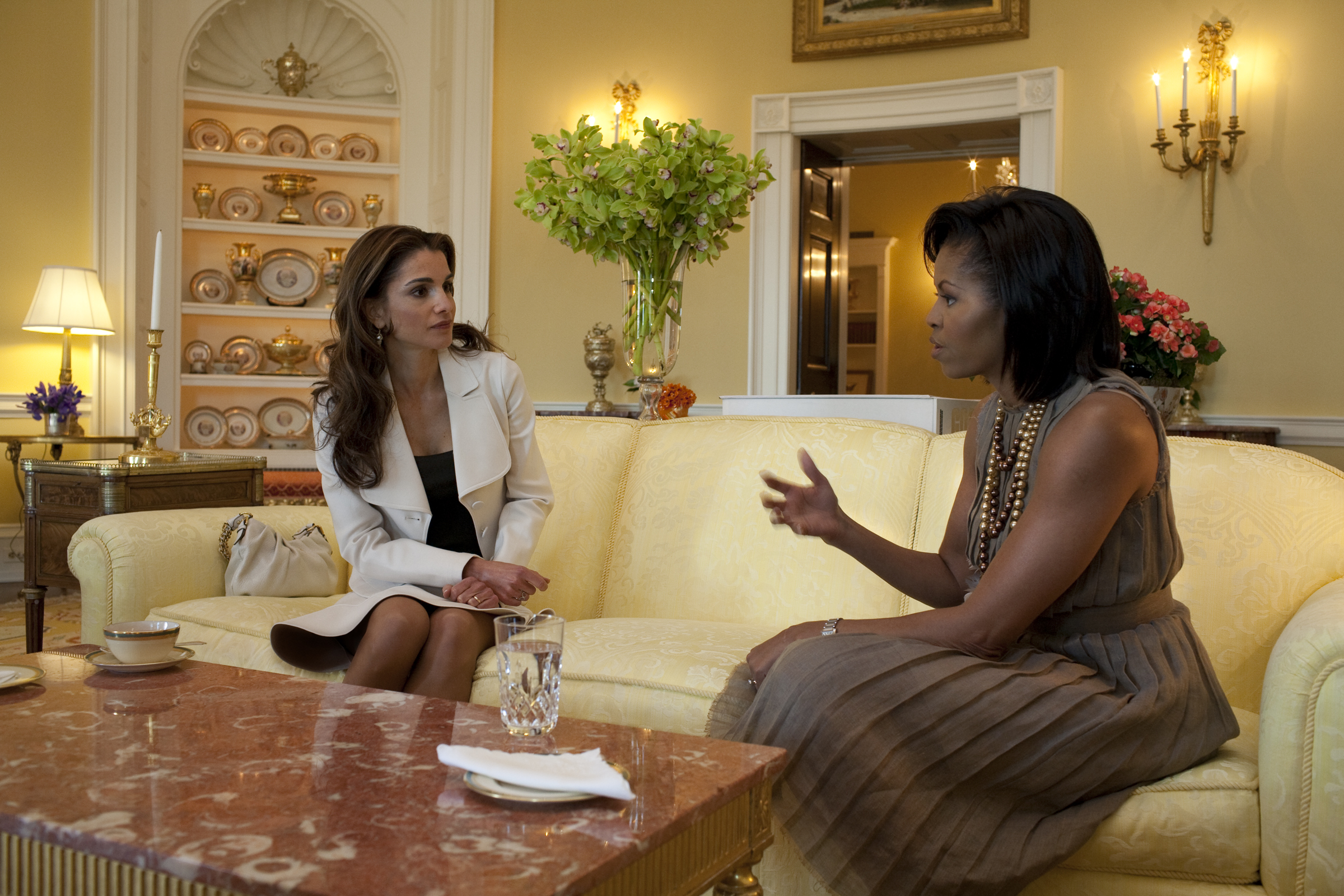
2009年，美國第一夫人米歇爾·奧巴馬在白宮會見拉尼婭王后。

拉尼婭嫁入皇室後，開始積極投入各種義務。根據國王的傳記，拉尼婭婚後不希望只成為一名家庭主婦。於是當時的侯賽因國王就讓她到約旦一個專責貿易的部門工作。她在1995年成立了約旦河基金會（Jordan River Foundation），支持並售賣本地婦女編織飾物及製作手工製品，提高女性的家中地位，同時亦支持約旦手工業。約旦河基金會亦負責保護兒童及社群賦權（Community Empowerment）方面的工作。
在教育及健康方面，王后大力支持普及教育，並透過她創立的組織創辦了不少學校。2005年7月，拉尼婭王后和丈夫跟約旦教育部合作創辦了一個年度教師獎項「拉尼婭王后傑出教育獎」（Queen Rania Award for Excellence in Education），獎勵優秀的教育工作者。王后亦在2008年4月創立了“Madrasati”計劃，目標是在5年之內重新裝潢約旦500間公立學校。王后亦是約旦皇家健康關注協會（Royal Health Awareness Society）的主席。
在青年人方面，拉尼婭王后認為使青年人在工作地點上具備必須技能是教育的重要一部份。她在2003年創辦了艾安曼基金會（Al-Aman Fund for the Future of Orphans）並和不少國外大學合作為約旦留學生提供獎學金。此外，王后身為INJAZ的地區大使，會與來自中東地區的青年人對話交流。

### 對外

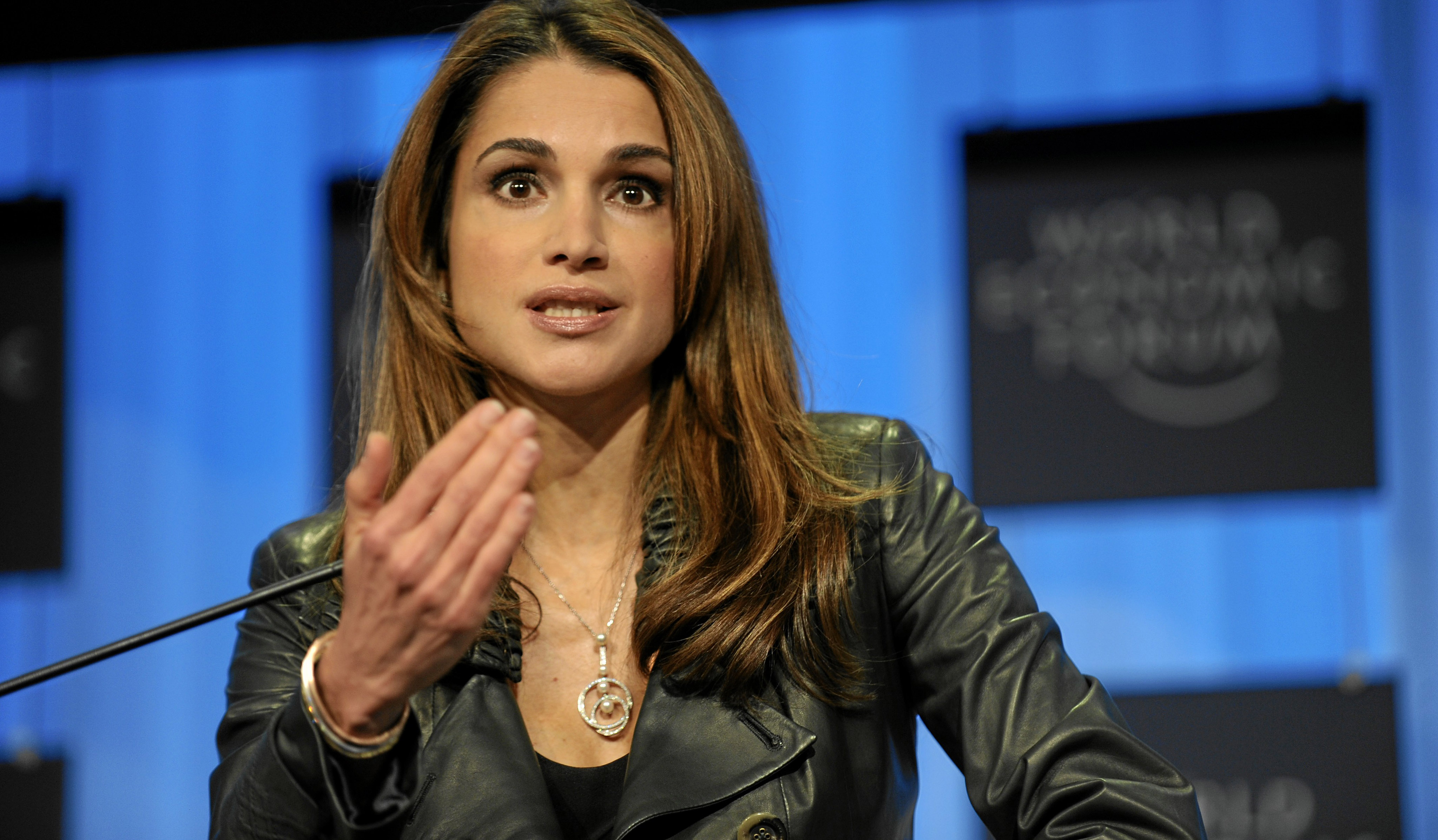
拉尼婭王后出席2010年達沃斯世界經濟論壇。

王后亦活躍參與國際事務，積極支持教育、女性權益，兒童利益及宣傳約旦的旅遊業等等。她也出席了不少國際組織，如：世界經濟論壇及UNICEF的活動。

## 個人生活

### 婚姻与子女
她于1993年1月和朋友在一个晚宴上邂逅了约旦国王，当时的王子阿卜杜拉·本·侯赛因，而晚宴的主人正是王子的妹妹阿伊莎公主。根據王后事後描述，兩人當時是「一見鍾情」。僅僅两个月后，他们宣布订婚，并在1993年6月10日完婚。两人育有四个孩子：
- 侯赛因王儲
- 伊曼公主
- 萨尔玛公主
- 哈西姆王子

### 個人看法
2008年9月，王后在和CNN電視台記者法里德·扎卡利亞的訪問中指出只要不是硬性規定，她不反對穆斯林婦女穿戴希贾布。她補充現代穆斯林婦女有權選擇是否佩戴希贾布，不應被傳統社會施予壓力。拉尼婭王后自己只會在宗教儀式、葬禮及和羅馬教宗會面時才佩戴希贾布。
王后的外貌及打扮亦經常備受媒體注意，她亦曾多次被不同刊物選為世界上最美麗的女性之一。

## 爭議及批評

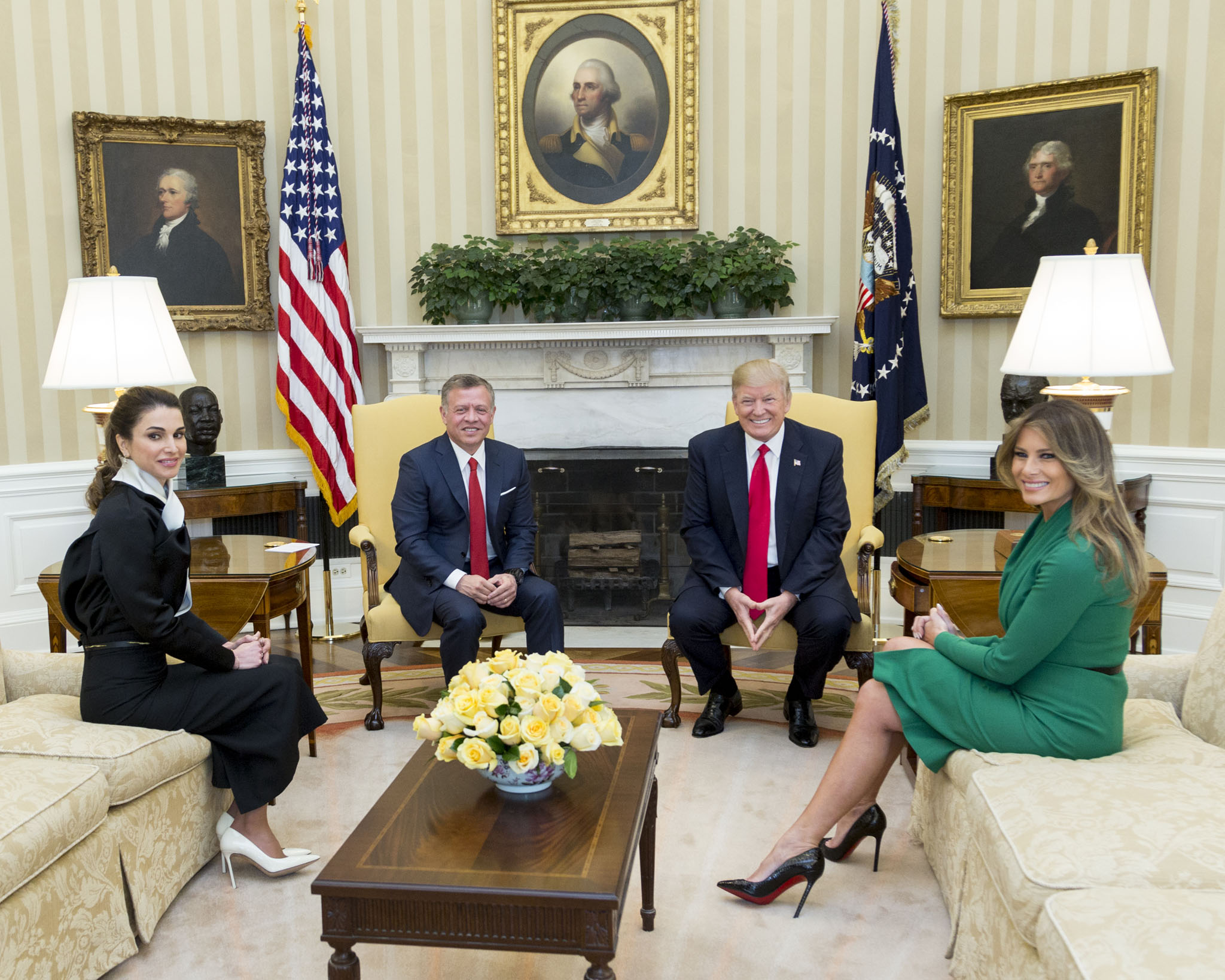
2017年4月，國王伉儷出訪美國，會見時任總統唐納德·特朗普伉儷。

2011年，中東多國受阿拉伯之春影響，政局動盪。不少中東管治者被批評或要求下台。拉尼婭王后也受波及，被反對她的人借阿拉伯之春公開批評。有約旦民眾不滿她參與太多政治（出席過多國內外活動）及指她花費奢侈（約旦是一個貧窮國家），例如她打扮花費及在2010年在瓦地伦舉辦的40歲生日派對並以私人飛機接送多名國際名人就引起了普遍不滿。2019年1月2日，拉尼婭王后的办公室罕有地就媒體報導她的著裝花費發表正式聲明。

## 头衔与荣誉

### 頭銜
- 1993年6月10日 – 1999年3月22日: 拉尼婭·阿卜杜拉王妃殿下（HRH Princess Rania Al Abdullah）
- 1999年3月22日 – 至今: 約旦王后陛下（Her Majesty The Queen of the Hashemite Kingdom of Jordan）

### 约旦勋章奖章
- 约旦 : Grand Cordon with Collar of the Order of al-Hussein bin Ali (9.6.1999) [12]

### 外国勋章奖章
- 圣雅各之剑大十字勋章（葡萄牙語：Ordem Militar de Sant'Iago da Espada）（葡萄牙，2009年3月16日公布[13]）
- 巴林: Member 1st Class of the Order of al-Khalifa(4.11.1999) [12]
- : Member 1st Class of the Most Esteemed Royal Family Order of Brunei (DK, 13.5.2008) [12]
- 德国 : Dame Grand Cross Special Class of the Order of Merit of the Federal Republic of Germany (21.10.2002) [12]
- 義大利 : Dame Grand Cross of the Order of Merit of the Italian Republic(19.10.2009) [12][14]
- 日本 : Dame Grand Cordon of the Order of the Precious Crown(30.11.1999) [12]
- 荷蘭 : Dame Grand Cross of the Order of the Netherlands Lion (30.10.2006)[12][15]
- 挪威 : Dame Grand Cross of the Order of St. Olav (4.4.2000) [12]
- 葡萄牙 : Dame Grand Cross of the Order of Prince Henry  (5.3.2008) [16]
- 西班牙 : Dame Grand Cross with Collar of the Order of Charles III (21.4.2006) [12]
- 西班牙 : Dame Grand Cross of the[Order of Isabella the Catholic(18.10.1999) [12][17]
- 瑞典 : Member of the Royal Order of the Seraphim (7.10.2003)[12][18]